# Grégoire XII
Grégoire XII, né Angelo Correr à Venise en 1327 et mort à Recanati en 1417, est le 205e pape de l’Église catholique de 1406 à sa renonciation en 1415.

## Biographie
Issu de la famille noble Venise des Correr, il était le fils de Niccolò di Pietro et de Polissena. Il était l'oncle du cardinal Antonio Correr, c.r.s.a., et du cardinal Gabriele Condulmer, le futur pape Eugène IV.

### La carrière ecclésiastique
Angelo Correr a obtenu le diplôme d'enseignement en théologie et est devenu professeur à l'université de Bologne. Il devint chanoine du chapitre de la cathédrale de Venise, à l'époque la basilique San Pietro di Castello. En octobre 1380, il fut nommé évêque de Castello, poste qu'il occupa pendant dix ans. Légat pontifical en Istrie et Dalmatie au nom du pape Urbain VI en 1387, il fut créé patriarche latin de Constantinople en 1390. En 1399, il redevint légat pontifical, au nom cette fois du pape Boniface IX (Pietro Tomacelli-Cybo), dans le royaume de Naples avec le roi Ladislas Ier. En 1405, il fut nommé gouverneur de la marche d'Ancône. Au consistoire du 12 juin 1405, il fut nommé cardinal par le pape Innocent VII, et reçut le titre de cardinal presbytre de San Marco.

### Le concile de Pise
L'Église se trouvait dans l'impossibilité de résoudre la bicéphalie, ne pouvant démettre l'un des deux pontifes. Certains cardinaux unionistes choisirent la voie du conciliarisme pour mettre fin au schisme. Ils firent connaître par lettre leur volonté de convoquer un concile pour le printemps 1409. Les cardinaux durent déployer une grande énergie pour gagner à leur projet un maximum de participants. L'appel se fit jusqu'à l'Empire byzantin. L'entreprise fut couronnée de succès puisque 500 représentants de deux obédiences se réunirent à Pise, du 25 mars au 7 août. Ils y décidèrent de déposer les deux papes et d'en élire un nouveau. Le 5 juin, la condamnation des deux pontifes rivaux fut prononcée et les cardinaux pisans élurent Alexandre V (1409-1410) le 26 juin. Mais les cardinaux furent excommuniés par les deux papes rivaux et la situation empira : il y avait alors trois papes (dont deux antipapes).

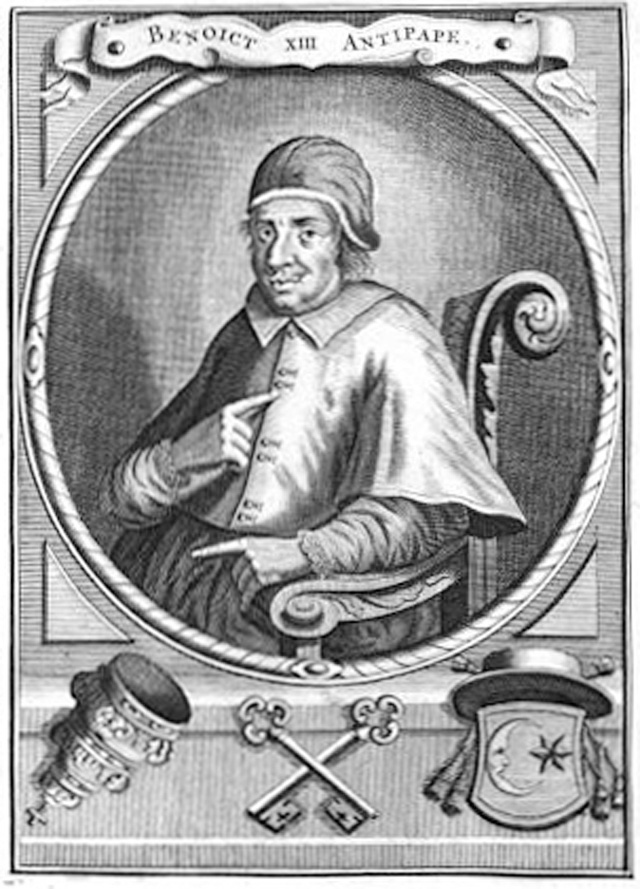
Benoît XIII, pape d'Avignon.
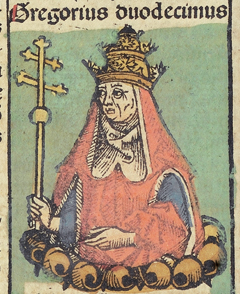
Grégoire XII, pape de Rome.

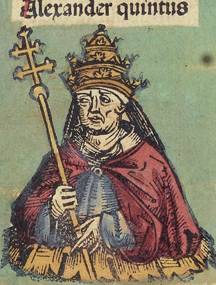
Alexandre V, premier pape de Pise.
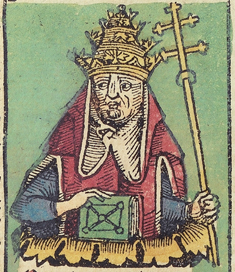
Jean XXIII, second pape de Pise.

Le 3 mai 1410, Alexandre V mourut à Rome. Les cardinaux pisans décidèrent de poursuivre l’aventure, et le conclave présidé par le cardinal Jean Allarmet de Brogny élut Baldassarre Cossa le 17 mai. Il fut ordonné prêtre quelques jours plus tard et couronné le 25 sous le nom de Jean XXIII. Il prit parti en faveur de Sigismond de Hongrie lors de l’élection impériale qui eut lieu la même année.
En 1410, la chrétienté resta alors partagée en trois obédiences : celle de Jean XXIII, qui comprenait la France, l'Angleterre, la Pologne, la Hongrie, le Portugal, les royaumes du Nord, avec une partie de l'Allemagne et de l'Italie ; celle de Benoît XIII, composée des royaumes de Castille, d'Aragon, de Navarre, d'Écosse, du duché de Bretagne, des îles de Corse et de Sardaigne, des comtés de Foix et d'Armagnac ; celle de Grégoire XII, qui conservait en Italie plusieurs villes du royaume de Naples et toute la Romagne ; en Allemagne, la Bavière, le palatinat du Rhin, les duchés de Brunswick et de Lunebourg, le landgraviat de Hesse, l'électorat de Trèves, une partie des électorats de Mayence et de Cologne, les évêchés de Worms, de Spire et de Werden.

### Renonciation au concile de Constance
Jean XXIII, antipape à Pise, chassé de Rome en 1413 par Ladislas, roi de Naples et de Hongrie, se mit sous la protection de l'empereur Sigismond. De concert avec ce prince, il convoqua un concile général à Constance pour le 1er novembre 1414. Les motifs allégués de la convocation étaient l'extirpation du schisme et la réunion des fidèles sous un seul et même pasteur, la réforme de l'Église et la confirmation de la foi contre les erreurs de Wyclif, de Jean Hus et de Jérôme de Prague. Grégoire XII y envoya Carlo Malatesta et le cardinal Giovanni Dominici de Raguse comme représentants, ce dernier convoquant lui aussi le concile et entérinant ses actes, ce qui le rendit légitime et préserva la fiction juridique de l'autorité papale.

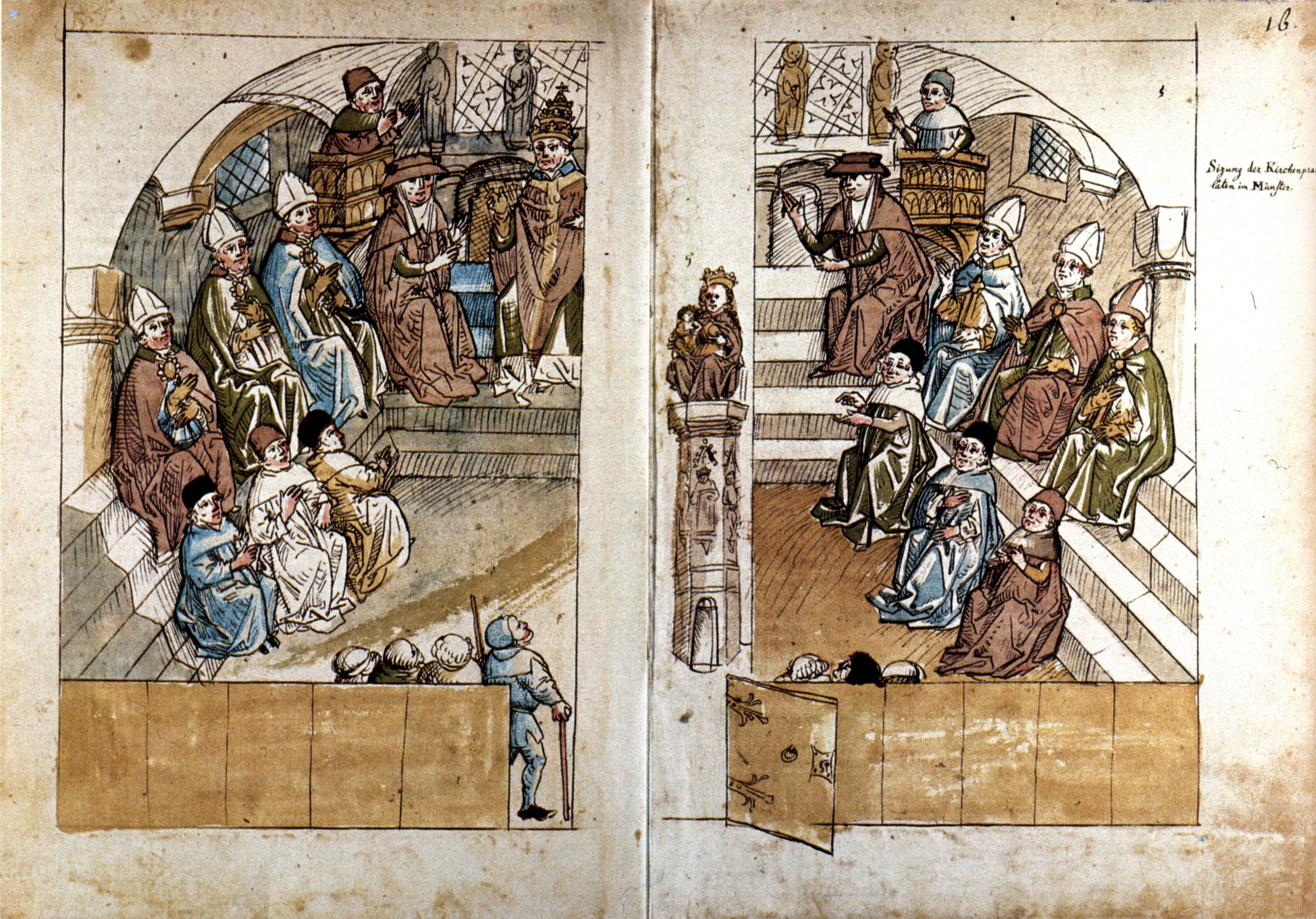
Prélats débattant avec le pape au concile de Constance.

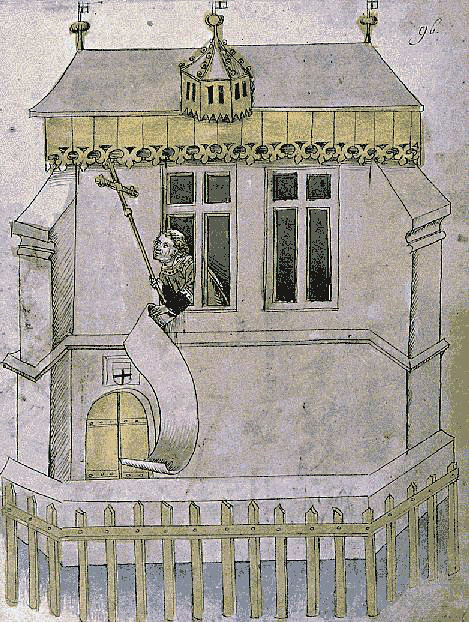
Habemus Papam de Martin le 11 novembre 1417, à l'issue du conclave.

C’est lors de ce concile, présidé par le cardinal Jean Allarmet de Brogny que se trouva, entre 1414 et 1418 résolu le problème de la bicéphalie (voire de tricéphalie) de l’Église. Constance, durant quatre années d'activité, vit sa population plus que quadrupler et devint, pour un temps, la nouvelle capitale du monde chrétien.
Les membres du concile eurent recours au conciliarisme pour mettre fin à la crise. Fort du soutien impérial, le concile proclama sa supériorité sur le pape : « Ce synode, légitimement assemblé au nom du Saint-Esprit, formant un concile général représentant l’Église catholique militante, tient immédiatement de Jésus-Christ son pouvoir, auquel toute personne de tout état, de toute dignité, même papale, est tenue d’obéir, en ce qui regarde l’extinction et l’extirpation du dit schisme (Obedire tenetur in his quæ pertinent ad fidem et extirpationem dicti schismatis) ». L'assemblée des évêques se positionna au-dessus du pape et prévit ses prochaines convocations.
Devant cette situation, Jean XXIII quitta Constance le 21 mars 1415 et fut déposé le 29 mai. Le légat de Grégoire XII reconvoqua le concile, qui semblait donc à nouveau formellement soumis au pape, mais dut négocier sous la pression de l'Empereur. Ces négociations indiquèrent que les cardinaux qu'il avait créés resteraient en poste, ce qui satisfit les membres de son clan (la faction Corrano) et Grégoire dut, à son tour, accepter, pour faire « table rase » de l’ensemble de la crise, de renoncer à sa charge par procurateur le 4 juillet 1415. Ce qui mit fin, canoniquement, au Grand Schisme. Grégoire était nommé évêque de Frascati, doyen du Sacré Collège et légat perpétuel à Ancône. Les partisans de Benoît XIII ayant tenté de plaider sa cause, le concile le déposa ce qui permit à Sigismond de le faire poursuivre militairement en Espagne et au Portugal.
Les deux dernières années de la vie de Grégoire XII semblent avoir eu pour cadre Ancône, dans une discrétion paisible. Il y mourut en 1417. Pendant ces deux années, le siège papal était réputé vacant, et c'est le concile qui dirigeait l'Église depuis Constance.
Après l'annonce de son décès, Martin V fut élu à la quasi-unanimité le 11 novembre 1417, fête de saint Martin. Le conclave comportait les cardinaux de toutes les obédiences et avait été renforcé par six députés de chaque nation du concile : France, Angleterre, Allemagne, Italie, Espagne. Martin V avait confirmé au préalable qu'il ne remettrait pas en cause les nominations de cardinaux effectuées par les deux autres antipapes, ce qui facilita le consensus à son sujet.
Grégoire XII a été le dernier pape à renoncer à sa charge, puisque Benoit XVI 598 ans plus tard n'a renoncé qu'à son ministère tout comme Benoît VIII, même si on a attendu son décès pour élire son successeur.